# 梅津政景日記
『梅津政景日記』（うめづまさかげにっき）は、江戸時代初期の久保田藩（秋田藩）家老・梅津政景の日記。原本は21巻25冊から成るが、16巻下は佐竹家に献呈された後に散逸してしまった。それ以外の24冊は秋田県公文書館に所蔵されており、東京大学史料編纂所、秋田県庁、国立史料館等に写本（16巻下を含む）が所蔵されている。
記述は政景が院内銀山奉行に就任した慶長17年（1612年）2月28日から、政景の死の4日前である寛永10年（1633年）3月6日まで、およそ20年間にわたって書き綴られている。原本の保存状態はおおむね良好だが、一部表紙などが破損している他、慶長18年（1613年）、元和元年（1615年）、元和9年（1623年）の記述が欠落している。
政景は初代藩主・佐竹義宣に抜擢され、院内銀山奉行、惣山奉行、勘定奉行、家老と累進した人物であり、日記には公私にわたる出来事が記録されている。長らく銀山奉行として辣腕を振るった人物の日記だけに、鉱山経営に関する記述が豊富である。久保田藩の藩政のみならず、当時の武士や庶民の生活を検証できる史料としても貴重である。後の佐竹義峯の書状によれば、慶長年間には藩の記録所に収納されていたようで、仕置の際の先例・判例として重んじられ、久保田藩のいくつかの史料でも引用されている。